# Proségoes da Sérvia

Árvore genealógica da Casa de Blastímero

Principados sérvios no século IX

Proségoes (em sérvio: Просигој; romaniz.: Prosigoj; em grego medieval: Προσηγόης; romaniz.: Prosegóes; em latim: Prosegoës/Prosegoïs ) foi governante sérvio que se acredita ter governado antes de ca. 830. A Sérvia foi um principado eslavo sujeito ao Império Bizantino, situado nos Bálcãs Ocidentais, defrontando a Bulgária a leste. Mencionado no Sobre a Administração Imperial de meados do século X, sucedeu seu pai Todóstlabo e foi sucedido por seu filho Blastímero (r. 830–851).

## Nome
Seu nome é um nome eslavo ditemático derivado do imperativo prosi, prositi (pedir, implorar) e o substantivo goj (paz  e reprodução). Ele está relacionado com o nome Prosímero.

## Vida
O filho de Todóstlabo e neto de Venceslau, o primeiro governante sérvio conhecido pelo nome, crê-se que Proségoes governou antes de 830 ou 835. Um deles talvez governou durante a revolta de Luís na Panônia Inferior contra os francos (819–822). De acordo com os Anais Reais Francos de Eginhardo, Luís fugiu de sua sede em Síscia aos sérvios (que se acredita estavam em algum lugar na Bósnia Ocidental) em 822, com Eginhardo mencionado "os sérvios, que controlavam a maior parte da Dalmácia". Nesse tempo, ainda havia paz com a Bulgária. Seu filho Blastímero é o fundador epônimo da Casa de Blastímero.
Os nomes dos primeiros governantes sérvios não são mencionados na Crônica do Padre de Dóclea, uma fonte de ca. 1300–10 e amplamente desacreditada na historiografia (é considerada inútil para eventos da Alta Idade Média). De fato, ela menciona vários governantes lendáros ou historicamente não confirmados, Sueulado, Selímero, Vladino, Ratímero, embora mantêm a tradição de sucessão patrilinear. Segundo Sima Lukin Lazić (1863–1904), Proségoes foi morto à época de um ataque búlgaro na Sérvia após a conquista búlgara de Banato e Sírmia, ambos controlados pelos francos.